# Pałczyn
Pałczyn – wieś w Polsce położona w województwie wielkopolskim, w powiecie wrzesińskim, w gminie Miłosław.
W latach 1975–1998 miejscowość administracyjnie należała do województwa poznańskiego.
15 kwietnia 1890 w miejscowości urodził się Wincenty Harembski – lekarz, uczestnik powstania wielkopolskiego, poseł na Sejm Rzeczypospolitej Polskiej III kadencji (1930-1935), ofiara zbrodni katyńskiej.